# Heinrich Trambauer

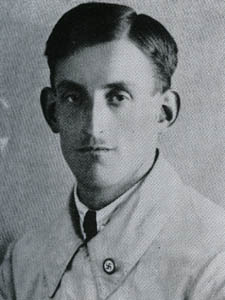
Heinrich Trambauer (1923).

Heinrich Wilhelm Trambauer (* 21. August 1899 in Nürnberg; † 16. Oktober 1942 in München) war ein deutscher Nationalsozialist. Als Fahnenträger während des Hitlerputsches 1923 nahm er nach dem Schusswechsel an der Münchner Feldherrnhalle die mit dem Blut eines getöteten Mitputschisten getränkten Fahne seiner SA-Einheit an sich. Diese Fahne wurde als „Blutfahne“ eines der stärksten Symbole der nationalsozialistischen Propaganda. Trambauer selbst wurde 1932 im Streit von einem Vorgesetzten der SS so schwer misshandelt, dass er bleibende Hirnschäden erlitt und geistig umnachtet in einer psychiatrischen Anstalt starb.

## Leben

### Vor 1923
Trambauer war ein Sohn des Spiegelfabrikanten Gottfried Trambauer und seiner Ehefrau Emilie, geb. Tiefel. Trambauer wurde unmittelbar nach seiner Geburt in eine Pflegeanstalt gegeben. Im Alter von zwei Jahren kam er in die Familie eines Forstmeisters. Er besuchte die Flurschule, die Winthierschule und die Klenzeschule. Die Feiertagsschule absolvierte er in der zuletzt angeführten Schule.
Nach seiner Entlassung aus der Feiertagsschule arbeitete Trambauer bei einem Gärtner und schließlich als Gelegenheitsarbeiter, zumeist als Hoteldiener. So war er in den Münchener Hotels Reichsadler, Deutscher Kaiser, Regina-Palast, Königshof, Senefelderhof und Europäischer Hof tätig. Außerdem war er in den Hotels Lindenschlößchen in Kohlgrub und Hotel Fest in Garmisch-Partenkirchen sowie dem Hotel Sonnenbickl in Sonnenbickl tätig.
Nachdem er sich 1917 freiwillig zum Kriegsdienst gemeldet hatte, trat Trambauer am 14. Februar 1917 beim 7. Feldartillerieregiment (2. Ersatzbataillon) ein. Am 6. Juni 1917 kam er mit dem Bayerischen Reserve-Feldartillerie-Regiment Nr. 6 an die Westfront. Verwundungen erlitt Trambauer im Krieg nicht, er wurde jedoch aufgrund einer Erkrankung einer Genesungskompanie zugeteilt, so dass er nur wenig Zeit in vorderster Front verbrachte. Während der Novemberrevolution 1918 gehörte er einem Soldatenrat an.
Am 2. März 1919 wurde Trambauer wegen Tapferkeit vor dem Feinde nachträglich zum Unteroffizier befördert. Außerdem erhielt er das Eiserne Kreuz 2. Klasse. Am 12. Juni 1919 wurde er vom Bezirkskommando München II endgültig vom Militärdienst entlassen.
Im Mai 1919 nahm Trambauer mit dem Freikorps Epp an der Niederschlagung der Münchner Räterepublik teil. Er blieb als Angehöriger des Wehrregiments München in München und wechselte dann zur Bayerischen Landespolizei. Allerdings bestand er die Prüfung für die dauerhafte Übernahme in den Polizeidienst nicht und verdiente seinen Lebensunterhalt fortan mit Gelegenheitsarbeiten, vor allem als Hoteldiener.
Am 6. Dezember 1922 trat Trambauer in die NSDAP ein, wo er Schriftführer einer NSDAP-Ortsgruppe wurde. Er gehörte auch zu den ersten Mitgliedern der 1921 gegründeten SA. Von 1922 bis 1923 gehörte er der 1. Hundertschaft der Münchener SA an. Nach der Zusammenfassung der Hundertschaften in drei SA-Bataillonen, die sich jeweils aus mehreren Kompanien zusammensetzten, wurde er im Frühjahr 1923 ständiger Fahnenträger der 6. Kompanie des Münchner SA-Regiments.

### Teilnehmer am Hitler-Putsch
Während des Marsches auf die Feldherrnhalle am  9. November 1923 trug Trambauer die erste Hakenkreuzfahne. Als sich die Kolonne der Putschisten nach einem Schusswechsel mit Einheiten der Landespolizei an der Feldherrnhalle auflöste, floh Trambauer mit seiner Fahne. Nach den Aussagen Georg Wiborgs, Gruppenführer der 6. Kompanie der SA der NSDAP, und Waldemar Greyers lag der durch einen Bauchschuss verwundete Andreas Bauriedl teilweise auf der Fahne. Nach dem Bericht von Trambauers Vorgesetztem Karl Eggers muss das Blut auf der Fahne von Anton Hechenberger stammen. Trambauer versteckte Fahne, Stange und Endstück in seiner Wohnung und übergab die Teile etwa im April 1924 an Eggers. Der wiederum übergab im Februar 1925 die Fahne an Hitler.

### Träger der „Blutfahne“

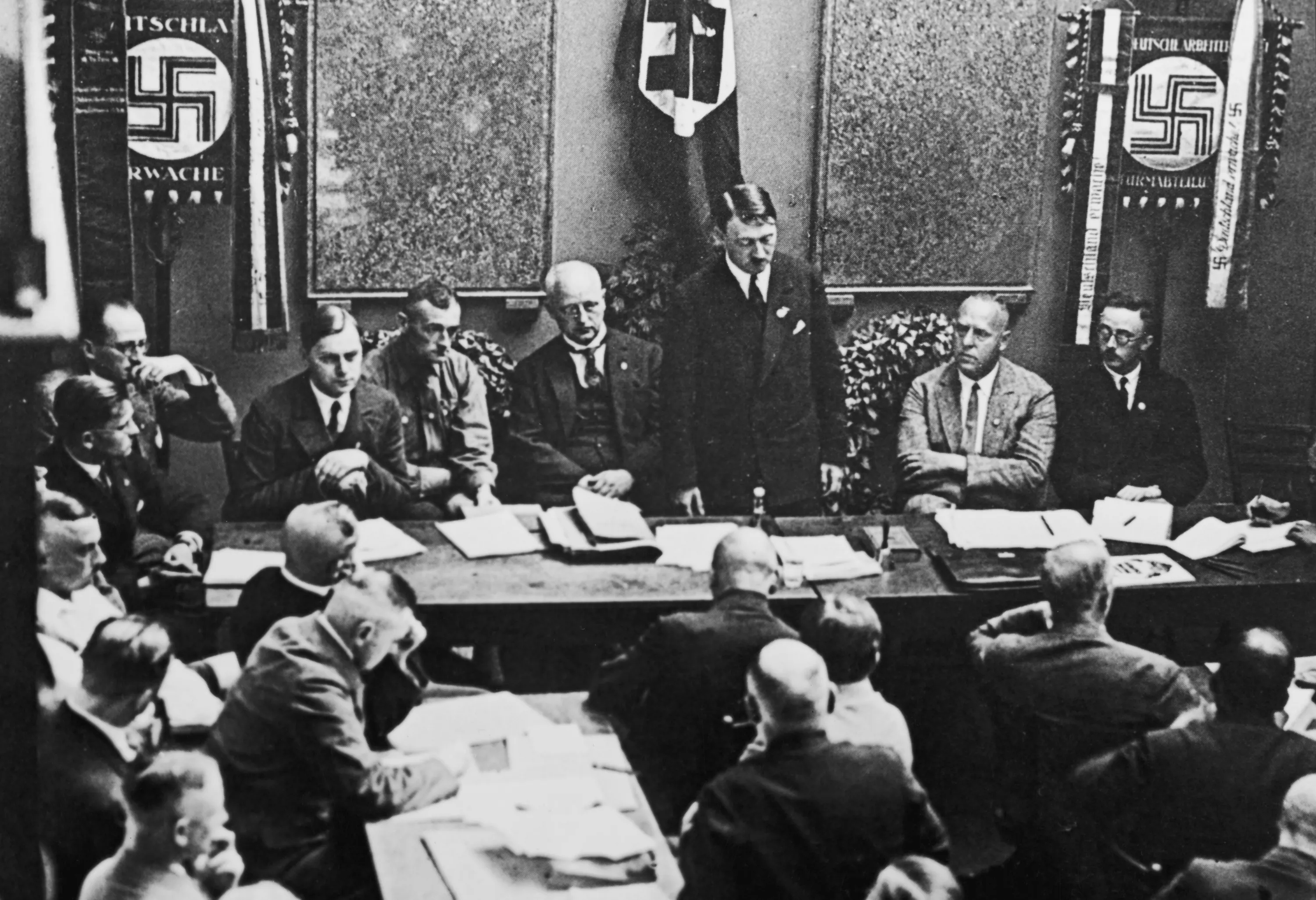
Parteikongress anlässlich der Neugründung der NSDAP im Februar 1925. Die Blutfahne hängt hinter Hitler an der Wand.

Hitler ließ für die Fahne eine neue Stange und Spitze beschaffen und am Schaft eine Manschette mit den Namen der drei beim Putsch getöteten Männer der 6. Kompanie der SA anbringen. Auf der Versammlung zur Neugründung der NSDAP 1925 wurde die Fahne als Wandschmuck in den Mittelpunkt gerückt. Trambauer gehörte zu den ersten Mitgliedern der neuen NSDAP (Mitgliedsnummer 5.011). Auf dem Ersten Reichsparteitag der NSDAP 1926 in Weimar war er Träger der Fahne, die Hitler zur Eröffnung symbolisch dem damaligen Führer der SS, Joseph Berchtold, als Treuhänder übergab und in seiner Rede erstmals als „Blutfahne“ bezeichnete.
In den folgenden Inszenierungen der „Blutfahne“, mit der ab 1926 Fahnenweihen vorgenommen wurden, war Trambauer, der seit 1926 auch der SS angehörte, zunächst Stamm-Träger.
Einem Bericht der Polizeidirektion München vom 9. Mai 1927 zufolge, wurden Trambauer und Karl Ostberg damals verdächtigt, einen Anschlag auf die Münchener Hauptsynagoge in der Herzog-Max-Straße 7 geplant und ausgeführt zu haben.
Als Trambauer im Februar 1927 nach Königs Wusterhausen in Brandenburg zog, übernahm der SS-Mann Jakob Grimminger die Aufgabe des Fahnenträgers. Grimminger hatte diese Funktion bis 1945 fast ununterbrochen inne. Trambauer zog nach Braunschweig und 1928 nach Blankenburg im Harz, wo er die SA der dortigen NSDAP-Ortsgruppe gründete. 1929 kehrte er nach München zurück.

### Weiteres Schicksal
In München war Trambauer zunächst arbeitslos und erhielt um 1930 eine Anstellung als Pförtner bei der Hilfskasse der NSDAP im Braunen Haus. Wegen eines Diebstahlsverdachts wurde er 1931 kurzzeitig entlassen und nach Beweis seiner Unschuld als Garagenwärter für die Partei angestellt. In der Münchner Großstaffel der SS verwaltete er außerdem die Mitgliedsbeiträge des 1. Sturms der Münchner SS-Standarte (1/I/1) bzw. ab November 1931 des Sturmbanns I der Standarte (I/1).
Im Frühjahr 1932 beschuldigte Trambauer den Führer der Münchner SS-Standarte, Heinrich Höflich, Standarten-Gelder für private Zwecke verwendet und sich davon ein Auto angeschafft zu haben. Höflich verlangte die Herausgabe der Kassenbelege, was Trambauer verweigerte. Zur Klärung des Streits wurde Trambauer am 3. August 1932 zu Parteischatzmeister Franz Xaver Schwarz ins Braune Haus einbestellt, wo er außerdem auf Höflich und den Parteifunktionär Christian Weber traf. Trambauer erklärte dabei, dass er Höflich für einen moralisch unwürdigen Menschen halte, der nicht geeignet sei, eine SS-Standarte zu führen. Der leicht erregbare Höflich schlug Trambauer daraufhin zusammen, während Schwarz und Weber nicht eingriffen. Trambauer floh zunächst nach Hause und lehnte eine Krankenhausaufnahme ab. Aufgrund der sich bald darauf einstellenden Angstzustände wurde er am 13. August 1932 in die Psychiatrische Abteilung des Krankenhauses Schwabing aufgenommen. Hier wurden ein dreifacher Schädelbruch, eine Quetschung der Aorta, ein Bruch des rechten Stirnbeins mit Quetschung eines Sehnervs und mehrere ausgeschlagene Zähne festgestellt. Trambauer gab an, Stimmen zu hören. Im September 1932 wurde ein Vormundschaftsverfahren eingeleitet. Die Ärzte diagnostizierten eine „krankhafte Störung der Geistestätigkeit“, die sie auf das erlittene Schädeltrauma zurückführten.
Höflich wurde am 28. Oktober 1932 wegen gefährlicher Körperverletzung zu einer dreiwöchigen Gefängnisstrafe und zur Zahlung einer monatlichen Rente in Höhe von 100 RM verurteilt. Im Berufungsverfahren wurde Höflichs Tat als „politisch motiviert“ eingestuft, sodass sie unter die Reichsamnestie vom Dezember 1932 fiel. Das Verfahren wurde am 11. Januar 1933 eingestellt. In einem SS-Ehrengerichtsverfahren war Höflich bereits im September 1932 als SS-Führer rehabilitiert worden. Trambauer erhielt 1934 das Goldene Ehrenzeichen der NSDAP (Nr. 511) und den "Blutorden" (Nr. 660).
Trambauer verblieb in psychiatrischer Behandlung. Das 1934 in Paris erschienene Weißbuch über die Erschießungen des 30. Juni 1934 und Otto Strasser vermeldeten fälschlich seinen Tod. Die Behandlungskosten wurden zunächst von Höflich, dann von Stab des Stellvertreters des Führers und der Stadt München und ab 1937 aus dem Adolf-Hitler-Dank der NSDAP beglichen. Als Unzurechnungsfähiger wurde Trambauer am 21. Februar 1938 aus der Partei ausgeschlossen. In einem neuerlichen Verfahren wurde die Mitgliedschaft aus Gründen der Billigkeit und des Dankes am 28. Juni 1939 wieder hergestellt.
1939 wurde Trambauer, dessen Gesundheitszustand sich ständig weiter verschlechterte, kurzzeitig in die Pflegeanstalt Gabersee verlegt. Am 3. April 1942 erfolgte seine Verlegung in die Psychiatrische Universitätsklinik München, wo ein „schizophrener Endzustand“ diagnostiziert wurde und am 23. April 1942 die Verlegung in die Anstalt Eglfing-Haar wegen „Selbst- und Gemeingefährlichkeit“. Hier starb Trambauer an einer „katarrhalisch-eitrige[n] Bronchitis“. Er wurde wahrscheinlich nicht Opfer der Euthanasie im Nationalsozialismus. An der Trauerfeier nahmen der Münchner Gauamtsleiter Hans Hackl und eine Ehrenwache von Teilnehmern am Hitlerputsch mit der „Blutfahne“ teil.

## Ehe und Familie
Trambauer war verheiratet mit Barbara "Betty" Schindele (* 4. Dezember 1895 in München; † 1962 in München). Diese ließ sich, nachdem er unzurechnungsfähig geworden war, 1941/1942 mit Genehmigung Himmlers von ihm scheiden und heiratete am 22. Dezember 1942 in zweiter Ehe in Augsburg den SS-Angehörigen Franz Stark.

## Archivarische Überlieferung
Im Bundesarchiv haben sich zwei Personalakten zu Trambauer im Bestand des ehemaligen Berlin Document Center erhalten (BDC: DS: Film G 147, Bilder 865–917; BDC: PK: Film R 51, 1255–1524).
Das Bundesarchiv verwahrt zudem einige Sachakten, die mit Trambauer zu tun haben, namentlich: Die Akte NS 26/1278 (Urteil im Parteiverfahren und Lebenslauf), die Akte NS 7/178 (Wiederverheiratung Barbara Trambauers mit Franz Stark) und NS 26/93 (Die Blutfahne und ihre Träger). Auch die Akte NS 26/85 (Umgang mit der ersten Mitgliederkartei der NSDAP) enthält einige Unterlagen zu Trambauer.
Ferner befinden sich im Berlin Document Center verschiedene Personalakten zu Trambauer nahe stehenden Personen, die Unterlagen über ihn enthalten. So zu seiner Ehefrau (BDC: OPG-NA: Film A 38, Bilder 297–316; BDC: PK: Film R 51, Bilder 1145–1172; BDC: PK: Film L 405, Bilder 2929–2937), zum zweiten Ehemann seiner Frau (BDC: Film SSO 150-B) und zu seinem Peiniger Heinrich Höflich (SSO 102-A).
Das Bayerische Hauptstaatsarchiv besitzt eine kurze Personalakte zu Trambauer aus seiner Zeit bei der Landespolizei (Landespolizei Personalakten 6065).

## Zeitgenössische Berichterstattung
- "Lynchjustiz im Braunen Haus", in: Neue Zeitung 6. August 1932.
- "Geisteskrank durch Körperverletzung", in: Münchener Neueste Nachrichten vom 23. November 1932.
- "SA-Methoden im Braunen Haus", in: Münchener Post vom 23. Dezember 1932.